# Provincia de Mersin
La provincia de Mersin (también conocida como İçel) es una de las 81 provincias de Turquía.
- Superficie:  15 853 km²
- Población (2007): 2 275 216
- Densidad de población: 117,08 hab./km²

Provincia situada en el sur de Turquía, en la costa del mar Mediterráneo. La capital provincial es Mersin. Antiguamente era conocida antiguamente como provincia de İçel, pero fue cambiado en 2002 para que coincidiera con el nombre de la capital, lo que es así en todas las provincias turcas menos tres. El código provincial de las matrículas es el 33. 

## Enlaces
- Información sobre el tiempo en Mersin
- Sitio web de la Oficina del Gobernador

- Datos: Q132637
- Multimedia: Mersin Province / Q132637